# Стопчатівська сільська рада
| Стопчатівська сільська рада — колишній орган місцевого самоврядування у Косівському районі Івано-Франківської області з адміністративним центром у с. Стопчатів. Утворена в 1990 році. Водоймища на території, підпорядкованій даній раді: річка Лючка. Сільській раді підпорядковані населені пункти: - с. Стопчатів |

## Склад ради
Рада складається з 16 депутатів та голови.

### Керівний склад ради
| ПІБ                       | Основні відомості                                            | Дата обрання | Дата звільнення |
| ------------------------- | ------------------------------------------------------------ | ------------ | --------------- |
| Скригунець Марія Петрівна | Сільський голова, 1951 року народження, освіта, позапартійна | 26.03.2006   | 31.10.2010      |
| Скригунець Марія Петрівна | Сільський голова, 1951 року народження, освіта, позапартійна | 31.10.2010   | 28.04.2014      |

Примітка: таблиця складена за даними джерела